# تالار مشاهیر علمی تخیلی، جلد دوم
تالار مشاهیر علمی تخیلی، جلد دوم (انگلیسی: The Science Fiction Hall of Fame, Volume Two) یک مجموعه دو جلدی علمی-تخیلی انگلیسی است که توسط بن بووا ویرایش شده و توسط Doubleday در سال ۱۹۷۳ در ایالات متحده منتشر شده‌است و به عنوان مجلدات "Two A" و "Two B" در بریتانیا متمایز شده‌است.